# Kovcse
Kovcse (macedónul: Ковче) település Észak-Macedóniában, a Délnyugati körzet Makedonszki Brod-i járásában.

## Népesség
| Lakosok száma | 72   | 200  | 85   | 67   | 33   | 25   | 8    | 3    |
|               | 1948 | 1953 | 1961 | 1971 | 1981 | 1994 | 2002 | 2021 |

2002-ben 8 lakosa volt, akik mindannyian macedónok.